# Megliadino San Fidenzio
Megliadino San Fidenzio ist eine Fraktion der italienischen Gemeinde (comune) Borgo Veneto und war bis 2017 eine eigenständige Gemeinde in der Provinz Padua in Venetien. Der Ort liegt etwa 35 Kilometer südwestlich von Padua.

## Geschichte
Der heutige Ort geht auf eine Siedlung zurück, die bereits für 589 nach Christus nachgewiesen ist. Im Februar 2018 schloss sich Megliadino San Fidenzio mit Saletto und Santa Margherita d’Adige zur Gemeinde Borgo Veneto zusammen.

## Verkehr
Durch den Ort führt die frühere Strada Statale 10 Padana Inferiore (heute eine Regionalstraße) von Turin nach Monselice.